# 茹伊
茹伊（法語：Jouy，法語發音：[ʒwi]）是法国厄尔-卢瓦省的一个市镇，属于沙特尔区。

## 地理
茹伊（48°30'43"N, 1°33'0"E）面积12.89 平方千米，位于法国中央-卢瓦尔河谷大区厄尔-卢瓦省，该省份为法国北部内陆省份，北起顺时针与厄尔省、伊夫林省、埃松省、卢瓦雷省、卢瓦-谢尔省、萨尔特省和奧恩省接壤。
与茹伊接壤的市镇（或旧市镇、城区）包括：苏莱尔、科尔坦维尔、圣普雷、贝谢尔-圣日耳曼、布格兰瓦勒、沙尔坦维利耶、圣皮亚。

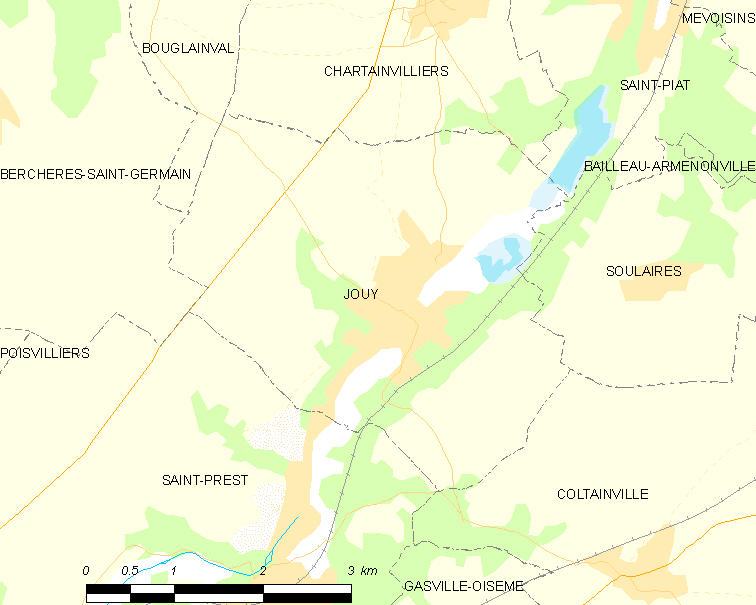
茹伊的OSM定位图

茹伊的时区为UTC+01:00、UTC+02:00（夏令时）。

## 行政
茹伊的邮政编码为28300，INSEE市镇编码为28201。

## 政治
茹伊所属的省级选区为沙特尔第一县。

## 人口

1962-2008年间茹伊人口变化图示

茹伊于2022年1月1日时的人口数量为1989人。